# Джуджанелло
Джуджанелло (итал. Giuggianello) — коммуна в Италии, располагается в регионе Апулия, в провинции Лечче.
Население составляет 1229 человек (2008 г.), плотность населения составляет 128 чел./км². Занимает площадь 10 км². Почтовый индекс — 73030. Телефонный код — 0836.
Покровителем коммуны почитается святой Христофор (San Cristoforo), празднование 25 июля.

## Демография
Динамика населения:

## Администрация коммуны
- Официальный сайт: https://web.archive.org/web/20091008164609/http://www.comunedigiuggianello.it/